# Eurogrupa
Eurogrupa (ang. Eurogroup, Euro Group, znana także jako Euro-X-council) – utworzony w 1997 roku nieformalny element struktury decyzyjnej w Unii Gospodarczej i Walutowej. W jej skład wchodzą ministrowie finansów z państw strefy euro. Przyjęty wraz z traktatem lizbońskim Protokół w sprawie Eurogrupy dokonuje jej instytucjonalizacji.